# جیمی نوترون: پسر نابغه
جیمی نوترون: پسر نابغه (به انگلیسی: Jimmy Neutron: Boy Genius) یک پویانمایی سینمایی ساخته شده بر پایه مجموعهٔ تلویزیونی ماجراجویی‌های جیمی نوترون: پسر نابغه است.
این فیلم در سال ۲۰۰۱ (میلادی) توسط پارامونت پیکچرز انتشار یافت.

## بازتاب‌ها

### فروش
این فیلم در مجموع ۸۰،۸۶۵،۸۴۸ دلار فروخت در صورتی که بودجه آن ۲۵ میلیون دلار
بوده‌است.

### جوایز
این پویانمایی نامزد جایزه بهترین پویانمایی شده بود.

## صداپیشگان
- دبی دری‌بری - جیمی نوترون
- راب پالسن - کارل ویزر
- کارولین لارنس - سیدنی ورتکس
- پارتیک استوارد - پادشاه گوبات
- جفری گارسیا - شین استوز
- فرانک والکر - گودارد
- مارتین شورت - اوبلار
- کندی میل - نیک دین
- مگان کاوانا - جودی نوترون
- مارک دکارلو - هوف نوترون
- کارلوس الازراکی - آقای استوز
- کیمبرلی بروکس - زاخاری
- آندره‌آ مارتین - خانم وینفرد فول
- بیلی وست - برادر دوقلوی بابی
- دی بردلی بیکر - افسر هوایی آمریکا
- دیوید لندر - نگهبان
- جیم کامینگز - الترا لرد